# Turn Around, Look at Me
«Turn Around, Look at Me» es una canción escrita por Jerry Capehart y Glen Campbell, aunque Campbell no aparece oficialmente en los créditos. Inicialmente, la canción fue interpretada por Campbell, quién la publicó como sencillo en octubre de 1961. La versión más conocida de la canción es una grabación por el grupo estadounidense The Vogues.

## Escritura y temática
Líricamente, «Turn Around, Look at Me» es una canción sobre amor no correspondido. La letra de la canción describe a un hombre que intenta recuperar el amor de una mujer que lo ha dejado.

## Versión de Glen Campbell
En octubre de 1961, Glen Campbell lanzó su versión como sencillo. Esta fue su primera canción en posicionarse en las listas de Estados Unidos, alcanzando el puesto #62 en el Billboard  Hot 100, el puesto #15 en la lista Adult Contemporary, y en Canadá, alcanzó el puesto #9 en las listas CHUM.

## Versión de The Vogues
El 2 de agosto de 1968, la banda The Vogues lanzó su versión de «Turn Around, Look at Me» como el sencillo principal del álbum del mismo nombre. «Turn Around, Look at Me» debutó en el puesto número 95 en el Billboard Hot 100. El sencillo fue certificado disco de oro por la Recording Industry Association of America el 24 de septiembre de 1968.

### Posicionamiento

#### Gráfica semanal
| Gráfica (1968)                                | Pico de posición |
| --------------------------------------------- | ---------------- |
| Australia (Kent Music Report)                 | 43               |
| Canadá (RPM Top Singles)                      | 5                |
| Estados Unidos (Billboard Hot 100)            | 7                |
| Estados Unidos (Billboard Adult Contemporary) | 3                |
| Estados Unidos (Cashbox Top 100)              | 4                |

#### Gráfica de fin de año
| Gráfica (1968)                     | Pico de posición |
| ---------------------------------- | ---------------- |
| Canadá (RPM Top Singles)           | 32               |
| Estados Unidos (Billboard Hot 100) | 24               |
| Estados Unidos (Cashbox Top 100)   | 34               |

### Certificaciones y ventas
| País                  | Certificación | Ventas  |
| --------------------- | ------------- | ------- |
| Estados Unidos (RIAA) | Oro           | 500,000 |